# Куш (царство)

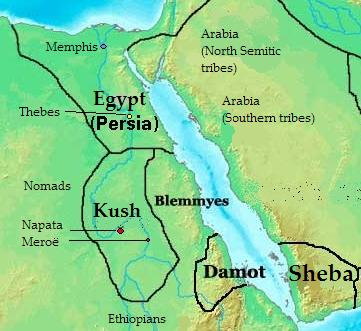
Царство Куш на мапі 400 року до н. е.

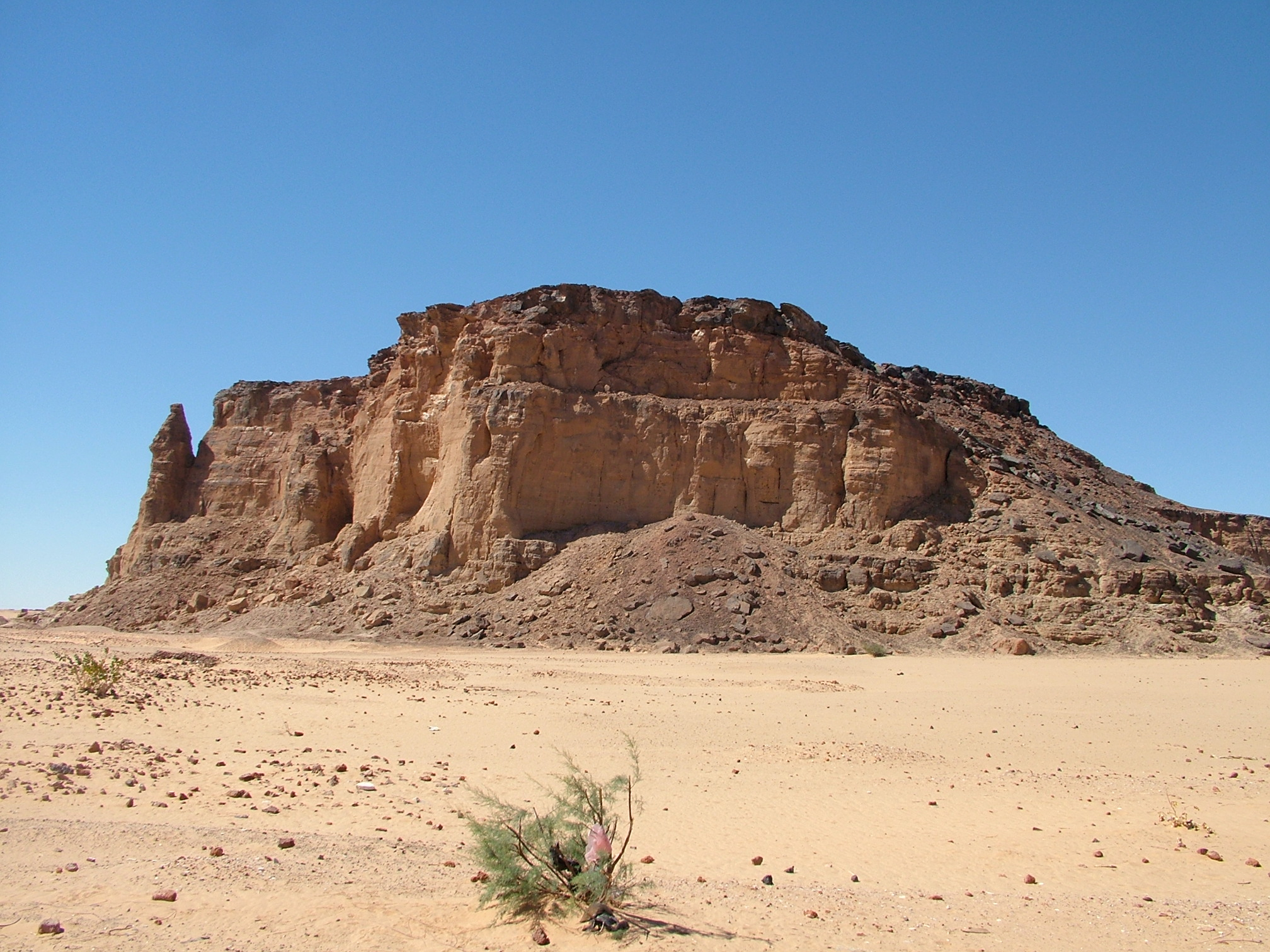
Священна для кушитів скеля Джебель-Баркал.

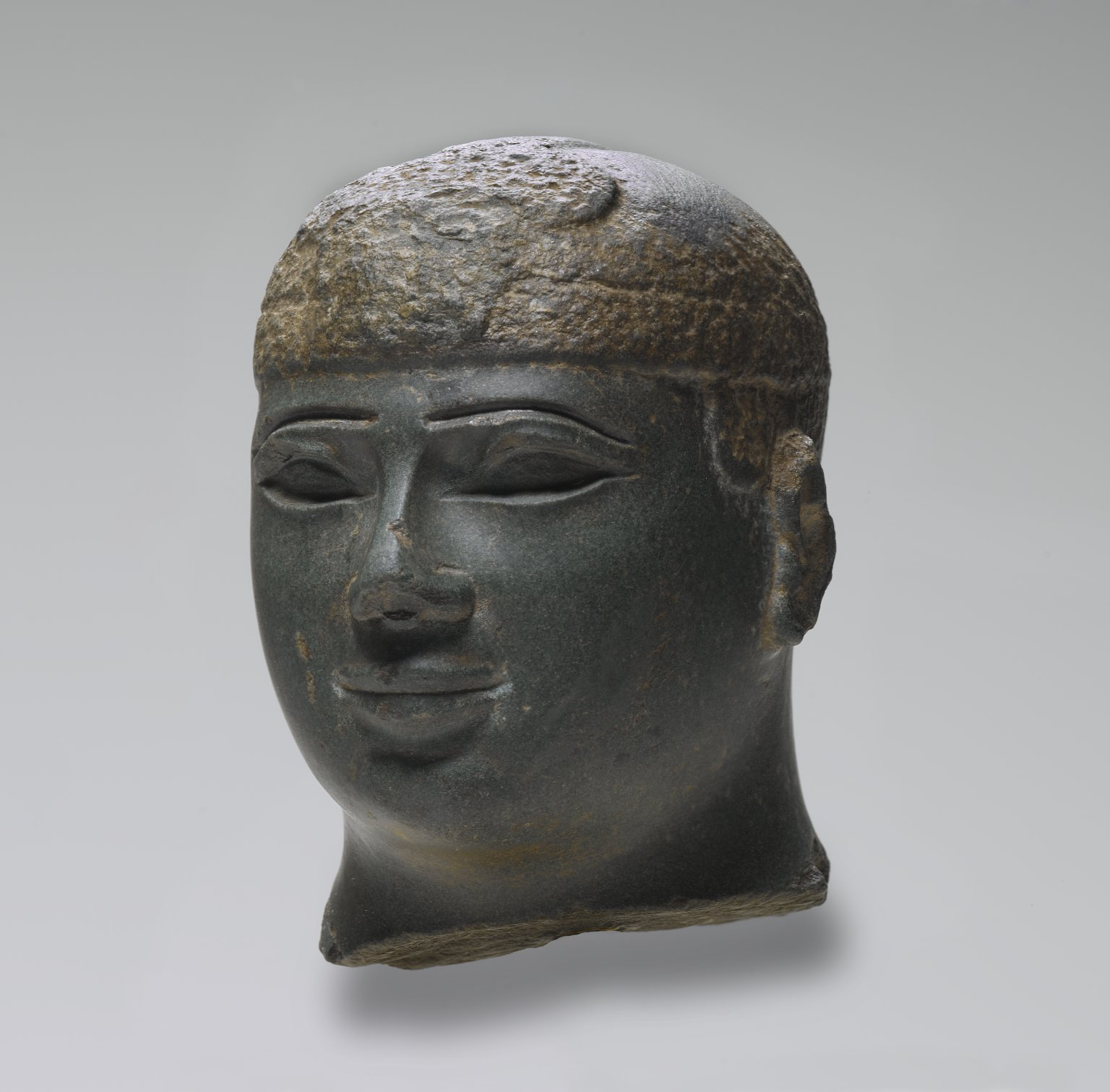
Голова кушита 716—702 рік до н. е.

Куш або Мероїтське царство — стародавнє царство, що існувало в північній частині території сучасного Судану (Нубії) з IX або VIII століття до н.е. по IV століття. Народ Куша називають кушитами.

## Зародження
Незважаючи на хронологічний розрив, Куш є культурним та політичним наступником колишнього царства Керма, яке було важливим суперником Єгипту, проте було завойовано Тутмосом I.
Перші розвинені спільноти з'являються в Нубії в часи Єгипетської Першої династії (3100-2890 рр. до н.е.). Близько 2500 р. до н.е. єгиптяни почали просуватися на південь, і від них надходять більшість знань про Куш. Ця експансія була зупинена занепадом Середнього царства Єгипту і вторгненням гіксосів, які стали союзниками кушитів. Після встановлення Нового царства до 1550 року до н.е. єгипетська експансія поновилася, проте цього разу вона зустріла організовану протидію. Історики не впевнені, чи протидіяли окремі міста, чи одна об'єднана імперія. Також тривають суперечки, чи була державність заснована місцевими жителями або привнесена з Єгипту. За підсумками вторгнення регіон став володінням Єгипту під контролем Тутмоса I, чия армія підтримувала владу завдяки ряду фортець. Нубія (Куш), аж до четвертого і п'ятого порога Нілу, була включена до складу Єгипту при XVIII династії Нового царства. Землі Куша управлялися єгипетським намісником з титулом Царський син Куша.
З розпадом Нового царства в районі 1070 рр. до н.е. Куш став самостійною державою зі столицею в місті Напата.

## Держава зі столицею в Напаті
Територія Верхньої Нубії від Мерое до третього порога Нілу була об'єднана під владою Алари в період близько 780—755 років до нашої ери. Алара вважався своїми спадкоємцями засновником кушитської царської династії — XXV династії Стародавнього Єгипту. Царство збільшувало сферу свого впливу, і під час правління Кашта, послідовника Алари, домінувало в південному Єгипті, в області Елефантина і навіть у Фівах. Кашта примусив Шепенупет I, єдинокровну сестру фараона Такелота III, що служила Божественною Дружиною Амона, визнати його доньку Аменірдіс I своєї спадкоємицею. Після цієї події Фіви потрапили під фактичний контроль Напати. Влада царства досягла найвищої точки під час правління Піанхи, спадкоємця Кашти, який завоював весь Єгипет до 20-річного віку і поклав початок XXV династії.
Куш знову став окремою від Єгипту державою, коли ассирійці вторглися в Єгипет у 671 році до нашої ери. Володар Шабака (716—702 роки до н.е.) остаточно підкорив дельту Нілу в 715 році до н.е. і втрутився в боротьбу з Ассирією за Палестину. Особливо важкі війни з Ассирією припали на час фараона Тахарки (690—664 роки до н.е.). Ассирійці здійснили кілька вторгнень до Єгипту і захопили північ країни в 671—664 роках до нашої ери. Кушити ще володіли південним Єгиптом.
Останнім кушитським царем, який спробував відновити контроль над Єгиптом, був Танутамон, який зазнав нищівної поразки від ассирійців у 664 році до нашої ери. Кілька років тривала боротьба за південний Єгипет між Напатою і новою єгипетською династією фараонів, яка закінчилася вигнанням кушитів з Єгипту. Північна межа царства тепер проходила близько Пнубуса, південніше 3-го порогу Ніла. Деякий час противниками Напати були тільки кочові племена регіону. Відомо про кілька походів царя Анламані (623—593 роки до н.е.) проти кочових племен, що загрожували місту Кава (між 3-м і 4-м порогами Нілу).
Після цього вплив царства в Єгипті пішов на спад і припинився до 656 року до н.е., коли Псамметіх I, засновник XXVI династії, об'єднав весь Єгипет під своєю владою. У 591 році до н.е. єгиптяни під керівництвом Псамметіха II вторглися в Куш (можливо, через те, що правитель Куша Аспелта готував вторгнення до Єгипту), розграбували і спалили Напату. Після чого столицю перенесено до Мерое.

## Переміщення столиці до Мерое

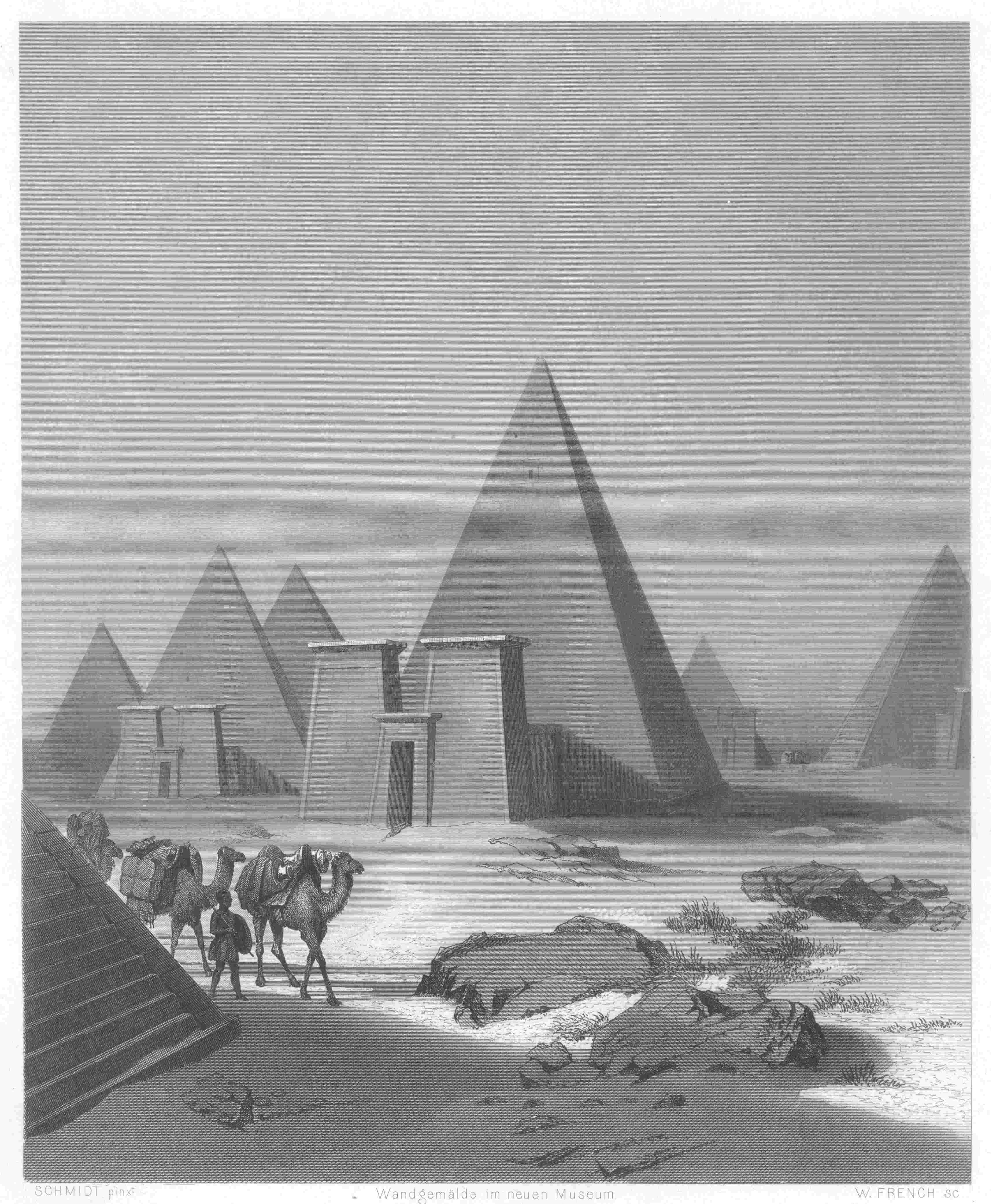
Піраміди в Мерое.

З різних історичних джерел випливає, що послідовники Аспелти перенесли столицю до Мерое, далеко на південь від Напати. Точний час перенесення залишається неясним, але багато істориків вважають, що це сталося в період правління Аспелти, у відповідь на єгипетське вторгнення до нижньої Нубії. Інші історики вважають, що перенесення царства на південь було пов'язане з видобутком заліза: навколо Мерое, на відміну від Напати, розташовувалися великі ліси, які могли служити джерелом палива для доменних печей. Крім того, поява грецьких торговців у цьому регіоні значило для кушитів зменшення залежності від нільського торгового маршруту, тепер вони могли торгувати з грецькими колоніями на узбережжі Червоного Моря.
Альтернативна теорія стверджує, що існувало дві окремі, але тісно пов'язані одна з одною держави, з центрами в Напаті і Мерое. Держава зі столицею в Мерое поступово затьмарила свою північну сусідку. На північ від Мерое не знайдено нічого схожого на царську резиденцію, і, можливо, Напата була тільки релігійним центром. Однак Напата виразно залишалася важливим центром, царі коронувалися і погребались у ній навіть у періоди, коли вони жили в Мерое.
Остаточне перенесення столиці до Мерое сталося близько 300 року до н. е., коли монархів стали ховати там, а не в Напаті. Існує теорія, що цей перенос відображає звільнення монархів від влади жерців Напати. За повідомленням Діодора Сицилійського, жерці наказали Мероітському правителю по імені Ергамен вчинити самогубство, однак, він знехтував традицією і, замість цього, стратив жерців. Деякі історики вважають, що Ергамен відповідає Арраккамані (Arrakkamani), першому правителю, похованому в Мерое. Однак, більш імовірною транслітерацією імені Ергамен є Аркамані (Arqamani), правитель, що управляв країною багато століть після того, як царський некрополь був перенесений до Мерое.
Існує також теорія, що столиця завжди перебувала в Мерое.
Про царство Куш у мероїтський період є дуже мало інформації. У ранній період кушити використовували єгипетські ієрогліфи, але в мероїтський період була розроблена нова, досі не цілком розшифрована мероїтська писемність, що застосовувалося для запису мероїтскої мови. Країна торгувала зі своїми сусідами і продовжувала будувати пам'ятники й гробниці.
У 23 році римський префект Єгипту, Гай Петроній, вторгся до Нубії у відповідь на нубійський напад на південний Єгипет. Він пограбував північ країни, включаючи Напату, і повернувся до Єгипту.

## Занепад
У 350 році його захопила держава Аксум.
Але немає доказів, що вони залишалися в регіоні надовго; після цього цивілізація розпалася близько 6 століття нашої ери, коли сформувалися королівства Нобатія, Мукурра та Алва.